# Quận Bailey, Texas
Quận Bailey là một quận trong tiểu bang Texas, Hoa Kỳ. Quận lỵ đóng ở thành phố Muleshoe6. 

## Thông tin nhân khẩu
Theo điều tra dân số 2 năm 2000, quận đã có dân số 6.594 người, 2.348 hộ, và 1.777 gia đình sống trong quận. Mật độ dân số là 8 người trên một dặm vuông (3/km ²). Có 2.738 đơn vị nhà ở với mật độ trung bình là 3 cho mỗi dặm vuông (1/km ²). Các dân tộc trong quận gồm 66,68% người da trắng, 1,27% da đen hay Mỹ gốc Phi, 0,65% người Mỹ bản xứ, 0,14% người châu Á, 28,60% từ các chủng tộc khác, và 2,65% từ hai hoặc nhiều chủng tộc. 47,30% dân số là người Hispanic hay Latino thuộc chủng tộc nào.
Có 2.348 hộ, trong đó 37,10% có trẻ em dưới 18 tuổi sống chung với họ, 64,90% là các cặp vợ chồng sống với nhau, 7,50% có chủ hộ là nữ không có mặt chồng, và 24,30% là không lập gia đình. 22,30% của tất cả các hộ gia đình đã được tạo thành từ các cá nhân và 12,80% có người sống một mình 65 tuổi trở lên đã được người. Bình quân mỗi hộ là 2,78 và cỡ gia đình trung bình là 3,28.
Trong quận, cơ cấu tuổi dân số gồm 30,30% ở độ tuổi dưới 18, 8,60% 18-24, 24,70% 25-44, 21,20% 45-64, và 15,20% người 65 tuổi trở lên. Tuổi trung bình là 35 năm. Cứ mỗi 100 nữ có 96,00 nam giới. Cứ mỗi 100 nữ 18 tuổi trở lên, đã có 94,10 nam giới.
Thu nhập trung bình cho một hộ gia đình trong quận đã được $ 27.901, và thu nhập trung bình cho một gia đình là $ 32,898. Nam giới có thu nhập trung bình $ 25.150 so với 18.309 $ cho phái nữ. Thu nhập trên đầu cho các quận được $ 12,979. Giới 13,50% gia đình và 16,70% dân số sống dưới mức nghèo khổ, trong đó có 20,40% những người dưới 18 tuổi và 12,60% có độ tuổi từ 65 trở lên.